# Підмаренник м'який
Підмаренник м’який (Galium mollugo) — трав'яниста рослина родини маренові (Rubiaceae). Наукова назва Galium besseri Klokov нині розглядається синонімом підвиду Galium mollugo subsp. mollugo.

## Опис
Багаторічна рослина 50–100 см завдовжки. Волоть розлога, з довгими розчепіреними гілками. Квітконоси розчепірені під час цвітіння. Листки лінійно-довгасті або обернено-ланцетні, розміром (10) 20 (25) × (1.5) 2.5 (4) мм.

## Поширення
Поширений в Європі (в тому числі й в Україні), Лівії, на Кавказі та в Сибіру; натуралізований та інтродукований у деяких інших частинах світу. Згідно з GRIN поширений також на пн. Алжиру, пн. Єгипту, в Марокко й Тунісі.
В Україні зростає на луках, уздовж доріг, в світлих соснових лісах — на всій території.

## Використання людиною
У свіжому вигляді придатний для випасу худоби, в фазі плодоношення в трав'янистих частинах міститься до 60 мг% вітаміну C; при сушінні, однак, листочки обламуються і кришаться, залишаючи в сіні тільки жорсткі стебла. Коров'яче молоко від підмаренника м'якого стає червонуватим.
Трав'янисті частини рослини використовуються в лікувальних цілях, так як містять ефірну олію, алкалоїди, іридоїди, сапоніни, фенолокислоти, флавоноїди, хлорогенову кислоту, скополетін та вітамін С. Сік трави використовується при  епілепсії та подагрі. Чай з підмаренника Бессерового застосовується при серцевих хворобах, а в складі лікарського збору при хронічних гастритах, настоянка - при остеоалгіях, відвар (включається до складу збору) - при есенціальній гіпертензії, настій - при ниркових захворюваннях, цинзі, золотусі, злоякісних пухлинах, а також в дитячих ваннах.
З коренів підмаренника Бессерового виробляється барвник, який дозволяє фарбувати бавовняну тканину в сірий, а вовняну в сірий, рожевий, фіолетовий або помаранчевий колір. Оскільки сік підмаренника Бессерового володіє властивістю згортувати молоко, в зв'язку з чим в деяких країнах Європи він використовувався при виготовленні сирів.

## Охоронний статус
Внесений до Переліку рідкісних і таких, що перебувають під загрозою зникнення, видів рослинного світу на території Тернопільської області (рішення Тернопільської обласної ради № 64 від 11 листопада 2002) та нового переліку прийнятого Тернопільською обласною радою 1 червня 2011 року рішенням № 1192.
Знаходяться під охороною у філії «Кременецькі гори» природного заповідника «Медобори». 